# Ordnance QF 17-pounder
Die Ordnance Quick-Firing 17-pounder (76,2-mm-Panzerabwehrkanone) war das schwerste und in der zweiten Kriegshälfte wichtigste Panzerabwehrgeschütz der britischen und Commonwealth-Streitkräfte im Zweiten Weltkrieg. Es wurden etliche Varianten der Waffe gebaut, insbesondere auch für die Verwendung in Panzerkampfwagen. Mit spezieller Munition konnte auch die stärkste Panzerung der gegnerischen Panzer durchschlagen werden. Sie war die letzte herkömmliche Panzerabwehrkanone der britischen Armee.

## Entwicklung

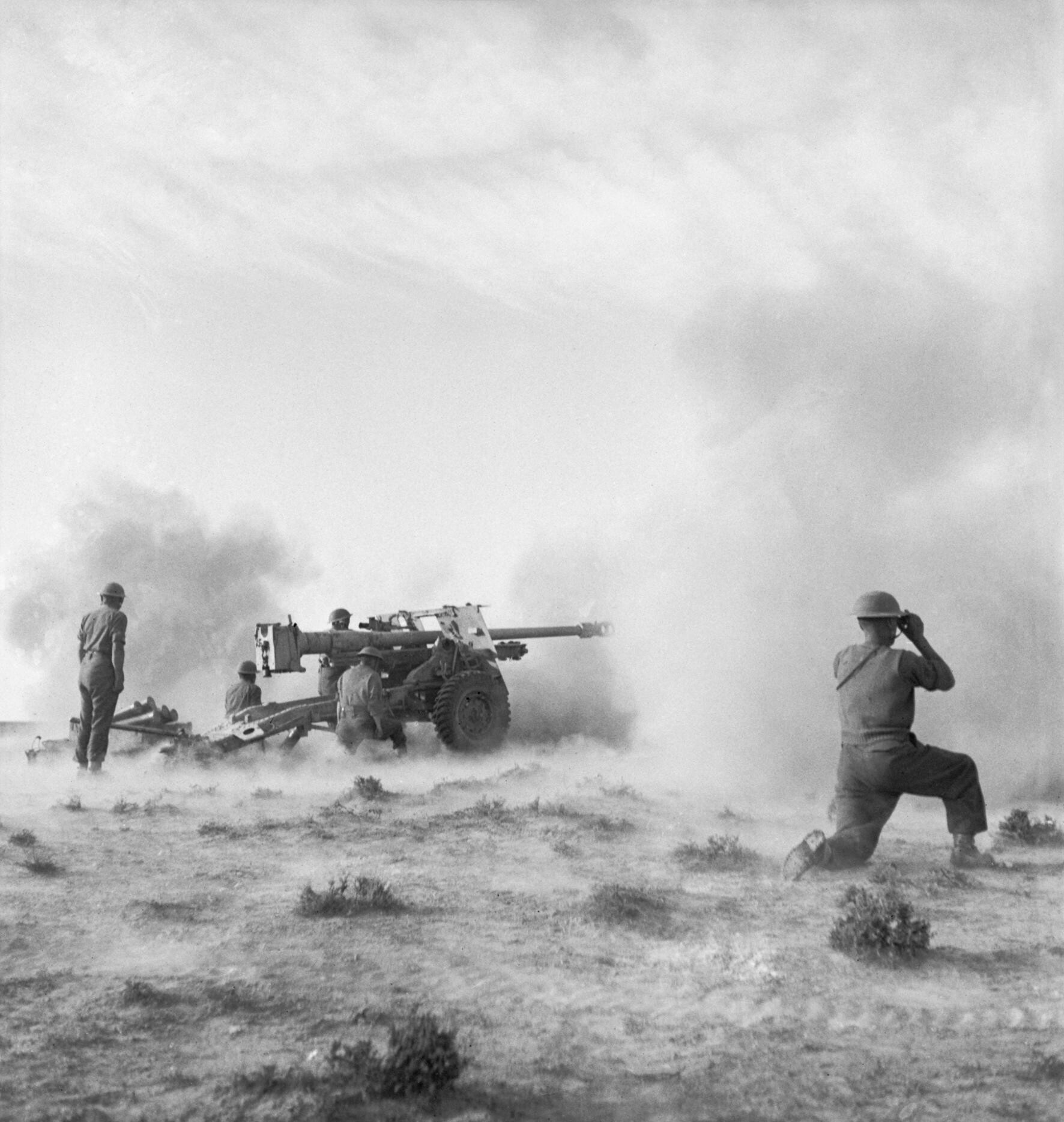
'Pheasant' 17-pdr Panzerabwehrkanone in Tunesien, März 1943

Schon bevor die leichtere Ordnance QF-6-Pfünder-7-cwt bei den britischen Streitkräften eingeführt wurde, war bei einer Konferenz am 7. Mai 1941 die Einschätzung geteilt worden, dass das Geschütz schon bald nicht mehr in der Lage sein würde, die immer stärker werdende Panzerung der deutschen Panzer zu durchschlagen.

Nach Erwägungen mit einem 8-Pfünder-Geschütz ein künftiges Problem mit der Durchschlagskraft der vorhandenen oder bereits entwickelten Panzerabwehrwaffen zu lösen, entschied man sich Ende 1940 für eine Neuentwicklung mit einem 3-inch Kaliber und einem 17-Pfund-Geschoss. Im August 1941 wurde ein Prototyp aus Holz vorgestellt. Bereits im Juli war der Auftrag für vier Geschütze als Prototypen erteilt worden. Ohne die Erprobung der Vorserie abzuwarten, wurden 500 Geschütze bestellt, denn man hoffte, bereits Ende 1942 zumindest 200 Geschütze für die Anti-Tank Regimenter der britischen Armeekorps zur Verfügung zu haben. Die Entwicklung der Waffe war Ende 1941 abgeschlossen. Der Rückstoß der Waffe war für die Lafettierung eine Herausforderung. Die Fertigung einer ersten Versuchsserie wurde für das Frühjahr 1942 geplant. Die offizielle Freigabe der Waffe erfolgte im Mai 1942.
Im September meldete der britische Nachrichtendienst, dass in Kürze die neuen schweren deutschen Tiger-Panzer in Nordafrika erscheinen würden. Daher beschloss man eine Notlösung. Die „17-pdr Gun Mk I on Carriage Mk 2“ war die Verbindung der Lafette der 25-pdr Haubitze mit der neuen 17-pdr-Kanone Mk I. Eine Kleinserie dieser Waffe, die auch als 17/25-pounders oder Pheasant bezeichnet wurden, wurde unverzüglich nach Nordafrika entsandt. Dort konnte allerdings eine 6-pdr Panzerabwehrkanone den ersten Abschuss eines Tiger Panzers für sich verbuchen.

## Einsatz
Die „17/25-pdr Pheasant“ Panzerabwehrkanonen (Pak) wurden ab Februar 1943 in Nordafrika eingesetzt.

Beginnend mit der ersten Phase des Italienfeldzuges wurden die „17/25-pdr Pheasant“ von den ersten „regulären“ 17-pdr-Pak, die ab 1943 produziert wurden, bei den Commonwealth-Truppen in Italien ersetzt. Während des weiteren Krieges bewährten sich die Ordnance Quick-Firing 17-pounder überall, wo britische und andere Commonwealth-Truppen zum Einsatz kamen.

Der letzte offizielle Verwendung in einem Konflikt fand während des Korea-Krieges statt, wo Panzer und Bunker mit dem Geschütz bekämpft wurden.

## Varianten
- Mark I – Erste Produktionsserie

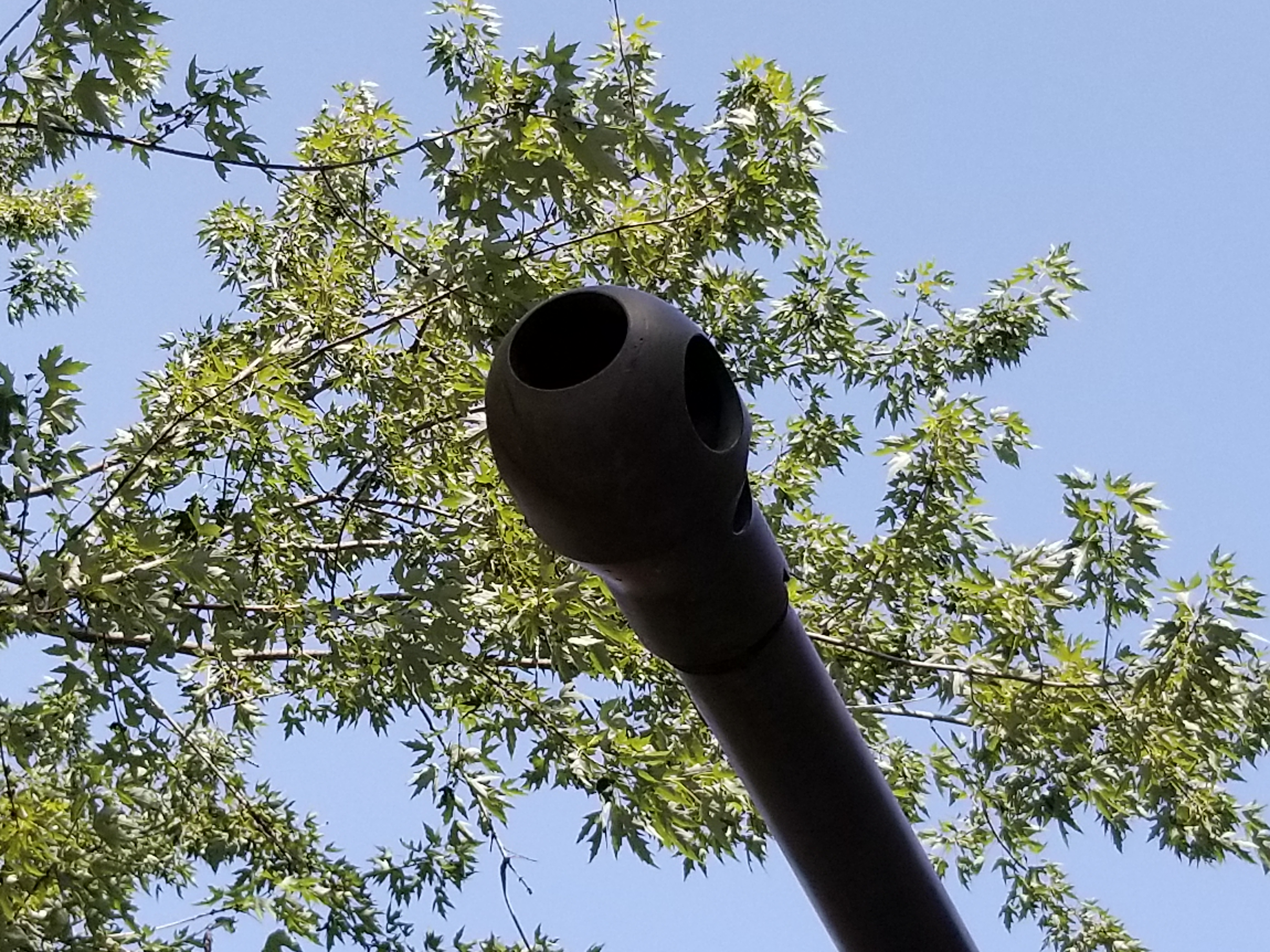
Mündungsbremse Ordnance QF 17 pounder

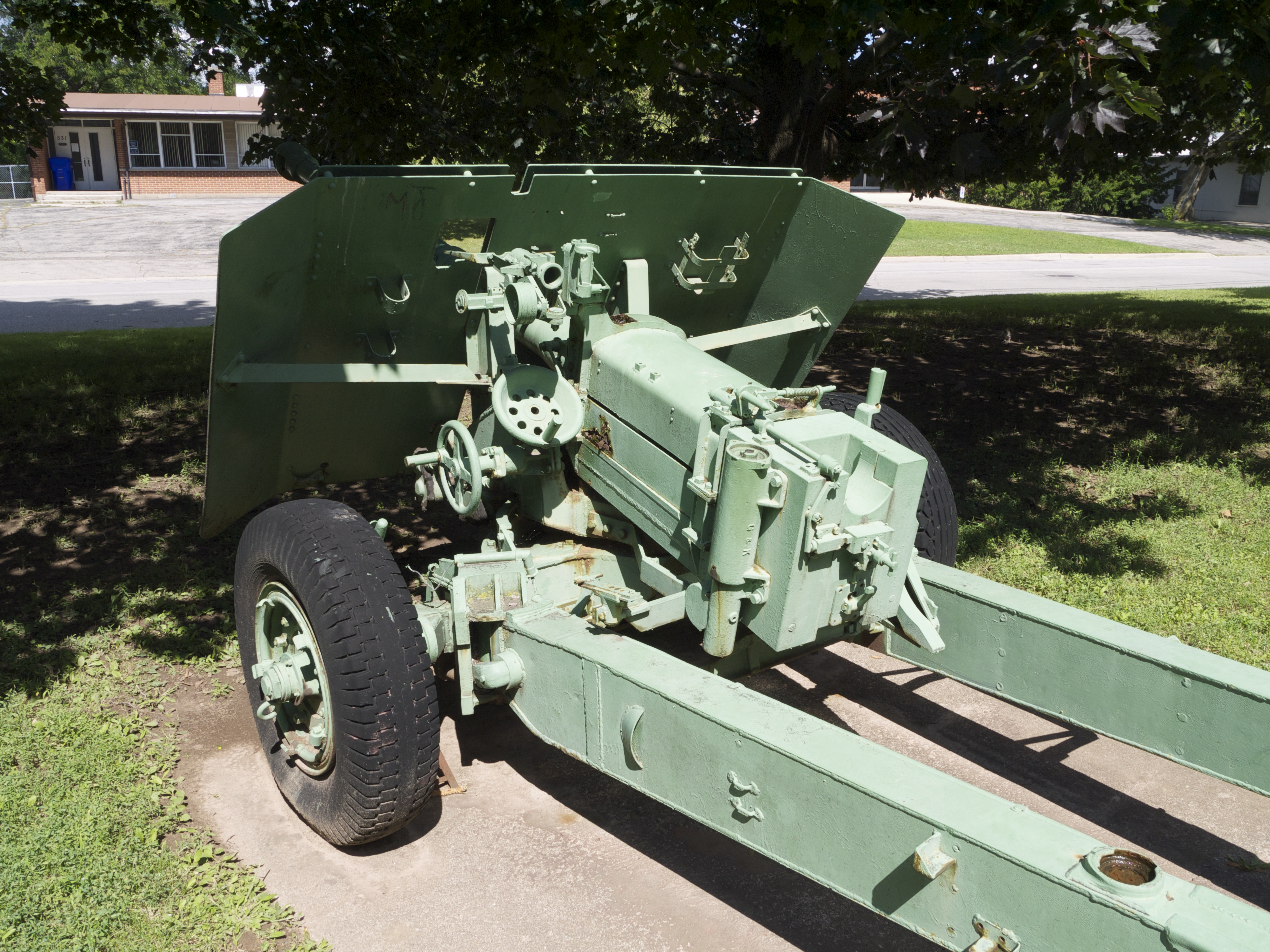
Hintere Ansicht einer QF 17-pounder ausgestellt in Burlington, Ontario

- Mark II – Vorgesehen für den Einsatz in Panzern. Die Halterungen der Lafette waren entfernt und die Mündungsbremse durch ein Gegengewicht ersetzt. Die Mündungsbremse wurde im März 1944 nach der Einführung der APDS Munition wieder montiert. Die Mk. II wurde für den Panzerjäger Archer und den Panzer Cruiser Mk VIII Challenger verwendet.
- Mark III – Ausführung für die Landungsboote der Royal Navy. Der Mk. I sehr ähnlich, aber mit einem nicht-automatischen Ladesystem. Nicht eingesetzt.
- Mark IV – Zweiter Typ für Panzerkampfwagen. Geänderter Verschluss, der seitlich, statt nach unten öffnete, um Platz zu sparen und den Ladevorgang zu erleichtern. Wichtiges Modell, da es für den Sherman Firefly verwendet wurde.
- Mark V – Weiterentwicklung des Mk. IV, um die 76,2mm 3-inch M7 Kanone des M10 Wolverine zu ersetzen, wodurch der britische Panzerjäger „Achilles“ geschaffen wurde.
- Mark VI – Geänderter, kürzerer Verschluss
- Mark VII – Ähnlich Mk. VI, mit weiteren Änderungen am Verschluss
- Straussler Umbau - Spezieller Umbau von Nicholas Straussler, der für ein Selbstfahrlafetten(Motorized Gun-Carriage)-Konzept vorgesehen war. Straussler baute eine Protze für Munition derart um, dass diese mit dem modifizierten Geschütz ein vierrädriges Fahrzeug mit eigenem Antrieb bildete und das Geschütz so für die Fortbewegung kein Zugfahrzeug mehr benötigte.

## Munition
- HE - 7,12 kg - V° 876 m/s
- AP - 7,68 kg - V° 884 m/s - Durchschlag 109 mm / 914,4 m (1.000 yards) / 30°
- APC - 7,71 kg - V° 884 m/s - Durchschlag 118 mm / 914,4 m (1.000 yards) / 30°
- APCBC - 7,71 kg - V° 884 m/s - Durchschlag ? mm / 914,4 m (1.000 yards) / 30°
- APDS - 3,46 kg - V° 1.203 m/s - Durchschlag 231 mm / 914,4 m (1.000 yards) / 30°